# دوبژانکا
دوبژانکا (به لهستانی:  Dobrzanka) یک روستا در لهستان است که در گمینا بیرچا واقع شده‌است. دوبژانکا ۰ نفر جمعیت دارد.